# René Schneider
René Schneider (* 1. únor 1973, Schwerin) je bývalý německý fotbalista narozený v NDR. Hrával na pozici obránce.
S německou reprezentací získal zlatou medaili na mistrovství Evropy 1996, byť na turnaji do hry nezasáhl. Za národní tým odehrál 1 utkání, přátelský zápas proti Jihoafrické republice roku 1995, osmkrát reprezentoval v jednadvacítce.
S Borussií Dortmund vyhrál Ligu mistrů 1996/97 a následně Interkontinentální pohár, byť ve finále nenastoupil.